# Bundesstraße 40
Pour les articles homonymes, voir B40 et Route 40.
La Bundesstraße 40 (abrégé en B 40) est une Bundesstraße reliant Eichenzell à Sarrebruck.

## Localités traversées
- Eichenzell
- Francfort-sur-le-Main
- Wiesbaden
- Mayence
- Saint-Ingbert
- Sarrebruck